# Синегорка
Синего́рка — река в Анучинском районе Приморского края России. Длина реки составляет 52 км. Бассейн охватывает территорию в 1360 км².
До 1972 года носила китайское название Даубихэза. Переименована после вооружённого конфликта за остров Даманский.
Река берёт начало на юго-восточном склоне хребта Синего, у подножий горы Лысой. Впадает в реку Арсеньевка слева на 118-м км от её устья. Река течёт с запада на восток. В летнее время часты паводки, вызываемые в основном интенсивными продолжительными дождями. Подъём уровня воды во время прохождения паводков составляет 2—3 м.
Основным притоком является река Тихая, которая впадает справа на 17-м км от устья Синегорки. Общее падение реки 306 м. Ширина реки до 10—30 м; глубина до 0,3—1,5 м
Замерзание реки начинается в первой декаде ноября. Средняя толщина льда 70 см. Вскрытие реки начинается в первой декаде апреля в нижнем течении наблюдается весенний ледоход, продолжающий в среднем 3—4 дня, после чего река очищается ото льда.
В бассейне реки, находятся многочисленные карстовые пещеры. 
В долине реки стоит посёлок ЛЗП-3 (Лесозаготовительный пункт № 3).
В нижнем течении воды Синегорки используются для орошения рисовых полей.